# یواس‌اس کنکورد (سی‌ال-۱۰)
یواس‌اس کنکورد (سی‌ال-۱۰) (به انگلیسی: USS Concord (CL-10)) یک کشتی بود که طول آن ۵۵۰ فوت (۱۷۰ متر) بود. این کشتی در سال ۱۹۲۱ ساخته شد.